# Anticipo societario
El anticipo societario es en la terminología utilizada por el movimiento cooperativo la percepción a cuenta de los excedentes de una cooperativa, que recibe de forma periódica un socio trabajador de la misma según su participación en la actividad cooperativizada. El anticipo societario no tiene la condición de salario dentro del movimiento cooperativo.